# Kanton Saint-Sauveur-Lendelin
Kanton Saint-Sauveur-Lendelin (francouzsky Canton de Saint-Sauveur-Lendelin) byl francouzský kanton v departementu Manche v regionu Dolní Normandie. Tvořilo ho 12 obcí. Zrušen byl po reformě kantonů 2014.

## Obce kantonu
- Camprond
- Hauteville-la-Guichard
- Le Lorey
- Le Mesnilbus
- Montcuit
- Monthuchon
- Muneville-le-Bingard
- La Ronde-Haye
- Saint-Aubin-du-Perron
- Saint-Michel-de-la-Pierre
- Saint-Sauveur-Lendelin
- Vaudrimesnil